# Packard Eight
Packard Eight – samochód amerykańskiej marki Packard produkowany w latach 1925–1927, 1933–1936 oraz w roku 1938, w ramach 3 i 4, a następnie 10 - 14 oraz 16 serii aut tej marki.
Na bazie modelu 8 powstały modele Light Eight, Standard Eight, luksusowy DeLuxe Eight oraz największy Super Eight.
Występował w licznych odmianach nadwozia: Sedan, Formal Sedan, Sedan Limo, Club Sedan, Touring, Phaeton, Coupe Sedan, Coupe Roadster, Sport Phaeton, Convertible Sedan, Victoria Convertible (rocznik 1933, 10th, modele 1001 i 1002).

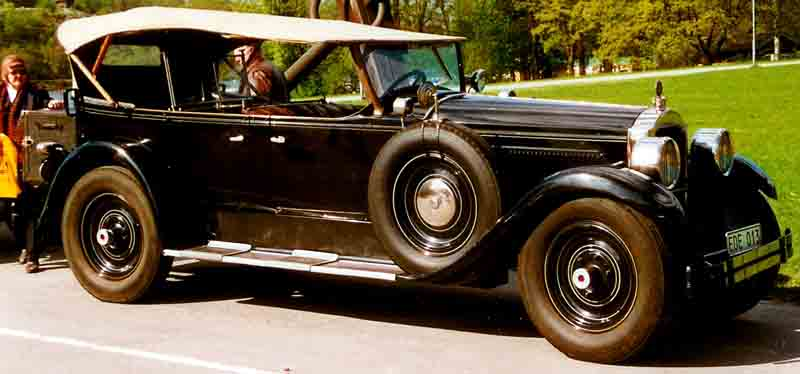
Packard 8 Touring (1926)

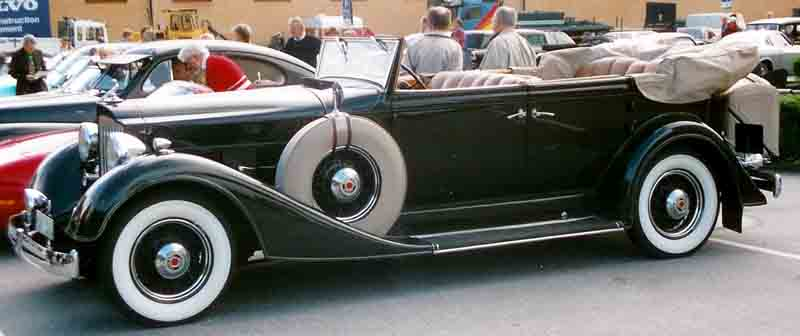
Packard 8 Convertible Sedan (1934)